# Valen Hsu
Valen Hsu Ru Yun, nota anche con lo pseudonimo di Xiu Xiu (cinese tradizionale: 許茹芸; cinese semplificato: 许茹芸; pinyin: Xǔ Rúyún; Taipei, 20 settembre 1974), è una cantante e compositrice taiwanese, conosciuta per le sue ballate a tema amoroso che le hanno fatto ottenere il soprannome di Regina delle canzoni d'amore.
Le sue canzoni sono per lo più cantante in cinese, con qualche eccezione per il cantonese.

## Biografia
Valen ha iniziato a suonare il pianoforte a 4 anni, ed ha seguito un'istruzione classica. È stata scoperta nel 1993, durante gli anni scolastici, mentre suonava in un ristorante di Taipei. Le fu quindi offerto un contratto con l'etichetta discografica taiwanese What's Music, dove ha iniziato a registrare il suo primo album commerciale all'età di 19 anni.
Il primo album di Valen Hsu, Tau Hao, è stato pubblicato nel 1994 ed ha ricevuto buoni responsi dalla critica in tutta l'industria musicale asiatica, sebbene l'album abbia venduto poco più di 50 000 copie. Ciò che diede una svolta alla sua carriera fu il suo secondo album studio, Lei Hai, tradotto come Mare di lacrime, che ha venduto più di 300 000 copie solo a Taiwan. Il suo album successivo, If the Cloud Knows, ha venduto più di 2.2 milioni di copie solo a Taiwan, seguito dal quarto Ri Guang Ji Zhang (tradotto come Aeroporto del sole) che, pubblicato nel 1998, ha venduto 800 000 copie a Taiwan e più di 3 milioni di copie in tutta l'Asia, inserendo l'artista in quel gruppo di cantanti conosciute come dive del mandopop, insieme a Faye Wong, Sandy Lam, Coco Lee ed A-Mei. Nel 1999, dopo la cessione dell'etichetta What's Music alla più grande Universal Records Taiwan, Valen ha registrato un duetto intitolato You're My No. 1 con Enrique Iglesias, pubblicato nella versione asiatica dell'album del cantante Enrique. Nel 2001 la Hsu ha concluso il contratto con la What's Music ed è passata alla EMI Taiwan. Il suo primo album con la compagnia internazionale è stato I Just Want to Tell You, prodotto dal produttore giapponese Yosinori Kameda. Sempre nel 2001, la Hsu ha deciso di espandere i propri orizzonti artistici dedicandosi alla carriera di attrice, ed ha recitato in una serie televisiva taiwanese insieme alla boy band F4. Nel 2003 la cantante è approdata anche sui palchi teatrali, recitando in un'opera della Zuni Icosahedron, una compagnia culturale indipendente che concentra i suoi sforzi sul teatro alternativo e le esibizioni multimediali. Nel 2004 la Hsu ha posto una breve pausa alla sua carriera musicale, decidendo di dedicarsi ad altri suoi interessi personali e studiando per un periodo inglese a New York.
Valen Hsu è conosciuta per la sua vocalità strigliata eppure forte e cristallina. La sua voce e la sua tecnica di canto sono state paragonate a quelle della diva di Hong Kong Faye Wong. Nel 1998, la rivista giapponese Asia Pop ha votato per lei come "Miglior vocalist pop donna dell'Asia". Occasionalmente ai suoi concerti suona anche il piano.
Oltre ad aver composto la musica e scritto i testi di alcune delle sue canzoni, Valen ha anche pubblicato due libri: una raccolta di poesie brevi ed una pubblicazione di bellezza intitolata Beauty Sense, pubblicate rispettivamente nel 2003 e nel 2006.
Nel 1999 la cantante è volata fino in Ruanda, Africa, con l'Organizzazione mondiale della sanità ed altre star asiatiche per dare aiuti umanitari, girare uno spot commerciale ed avviare una raccolta fondi attraverso le vendite di un EP intitolato Gua Niou (tradotto come Lumaca), scritto dal cantante Jay Chou.
Alcuni suoi passati spot commerciali includono quelli per la marca d'abbigliamento Esprit, lo shampoo Head & Shoulders ed altri prodotti asiatici, soprattutto cinesi e taiwanesi.
Nel 2006 ha girato un lungometraggio cinematografico con il regista di Hong Kong Patrick Lam, intitolato Fu Zhi e tradotto come Dopo il nostro esilio. Nel film recita accanto a famosi attori di Hong Kong come Aaron Kwok e Charlie Yeung. Il film ha vinto quello stesso anno diversi premi ai Golden Horse Awards (l'equivalente asiatico degli Academy Awards), inclusi i premi come "Miglior fotografia" e "Miglior attore".
Il suo tredicesimo album studio, intitolato 66 Pohjoista Leveyttä, è stato pubblicato il 21 dicembre 2007. Valen ha viaggiato fino al circolo polare artico in Finlandia per girare i video musicali dei singoli tratti dall'album. Le riprese si sono svolte principalmente ad Helsinki e Rovaniemi. Il primo singolo tratto dall'album si chiama Fireworks, tuttavia la canzone dell'album che ha ottenuto più successo è stata Man and Woman, un duetto con un popolare cantante mongolo, Amguulan.
Nel 2006, Valen ed altri personaggi del mondo dello spettacolo come Charlie Yeung, Gigi Leung ed Angelica Lee hanno fondato la Fondazione Hope Education, un'organizzazione no-profit atta ad aiutare i bambini bisognosi.
Dopo 19 mesi dal suo precedente album, Valen ha pubblicato My Love Journey 1km, un album questa volto autoprodotto con l'aiuto di un amico. Il primo singolo da esso tratto si intitola Let's go when love arrives mentre il secondo, With You, segna un leggero cambiamento con influenze soft rock.

## Discografia
- Giugno 1995 - Tau Hao (討好)
- Marzo 1996 – Lei Hai (Mare di lacrime) (淚海)
- Settembre 1996 – Ru Guo Yun Zhi Dao (Se la nuvola sapesse) (如果雲知道)
- Novembre 1996 - Neighbor (鄰居) - Singolo di Fan Club
- Giugno 1997 – Ri Guang Ji Chang (Aeroporto del sole) (日光機場)
- Settembre 1997 – Ru Ci Jing Cai - Best Of… (茹此精彩十三首 - 新歌加精選 港版) – Versione di Hong Kong
- Novembre 1997 - Ru Ci Jing Cai - Best Of… (茹此精彩十三首 - 新歌加精選 臺版) – Versione di Taiwan
- Giugno 1998 – Wo Yi Ran Ai Ni (Amandoti ancora) (我依然愛你)
- Dicembre 1998 – Ni Shi Zui Ai (L'amore migliore) (你是最ㄞˋ愛)
- Agosto 1999 – Zhen Ai Wu Di (Vittoria) (真愛無敵)
- Settembre 1999 – Piano Diary (鋼琴記事簿)
- Novembre 1999 – I'm This Happy (我就是這麼快樂) - Versione in cantonese
- Maggio 2000 – Nan De Hao Tian Qi (難得好天氣)
- Dicembre 2000 – Hua Kai (花開)
- Giugno 2001 – Liu Jin Shi Zai - Best Of… (流金十載－許茹芸全記錄)
- Giugno 2001 – Single Diary - Best Of… (單身日記－1995-2001)
- Settembre 2001 – Zhi Shuo Gei Ni Ting (Voglio solo dirti) (只說給你聽)
- Novembre 2002 – Yun Kai Le (芸開了)
- Giugno 2003 – Valen Hsu's Movie Ballads – Cloud Stay (許茹芸的愛情電影主題曲 - 雲且留住)
- Dicembre 2003 – I love the nights of autumn - Best Of… (我愛夜)
- Febbraio 2005 – Valen Hsu - Best Of Classics… (許茹芸 / 國語真經典)
- Aprile 2007 – Pleasant to Hear (好聽) - Singolo
- Dicembre 2007 – 66º Pohjoista Leveyttä (北緯六十六度)
- Luglio 2009 – My Love Journey 1 km (愛·旅行· 一公里)
- Novembre 2011 - When the Night Falls... Do You Hear (Me) (許茹芸的微醺音樂 你聽見了(我)嗎)
- Ottobre 2014 - Miracle (奇蹟)

## Teatro
- 2003 - Good Wind Like Water - 好風如水 (Zuni Icosahedron)
- 2005 - Fragments d'un Discours Amoureux - 戀人絮語 (Yi Hua Lin Productions)

## Filmografia
- 2002 - Come to My Place - "來我家吧" Regista: Cheng Ze Niou (Cast: Valen Hsu, F4)
- 2005 - After This Our Exile - "父子" Regista: Patrick Lam (Cast: Aaron Kwok, Charlie Yeung, Valen Hsu)

## Libri
- 2003 - 此時快樂的代價 (Raccolta di poesie brevi)
- 2006 - 五感美人 (Senso di bellezza)
- 2008 - 小心輕放 (Fragile - due libri di poesie brevi)
- 2009 - 我想要和你做朋友 (Voglio essere tuo amico - un libro per la Fondazione Hope)

## Spot pubblicitari ed umanitari
- 1996 - Esprit - Portavoce abbigliamento
- 1998 - AB Call - Servizio cercapersone
- 1998 - Concerto Umanitario ICRT
- 1999 - Head & Shoulders - Spot pubblicitario shampoo (Parte 1 - Taiwan, Singapore ed Hong Kong)
- 1999 - WHO - Corsa umanitaria per il Ruanda
- 1999 - Head & Shoulders - Spot pubblicitario shampoo (Parte 2 - Taiwan, Singapore ed Hong Kong)
- 1999 - Cable & Wireless - Spot pubblicitario telefonia (Hong Kong)
- 2002 - Tai Ping - Spot pubblicitario Soda Crackers (Cina ed Hong Kong)
- 2002 - O Smile - Spot pubblicitario biscotti (Taiwan)
- 2003 - Mei Bei Jia - Spot pubblicitario shampoo (Cina)
- 2006 - Portavoce di Chantecaille
- 2006 - Rice Beauty - Spot pubblicitari e portavoce